# جواو لويز دي ألميدا
جواو لويز دي ألميدا (بالبرتغالية: José Luís de Almeida‏) (مواليد 12 يونيو 1961) هو ملاكم أنغولي، مثّل بلاده في الألعاب الأولمبية الصيفية 1980.

## روابط خارجية
جواو لويز دي ألميدا على موقع أوليمبيديا (الإنجليزية)